# 러브 매니지먼트
《러브 매니지먼트》(영어: Management)는 미국에서 제작된 스티븐 벨버 감독의 2008년 로맨틱 코미디 드라마 영화이다. 제니퍼 애니스턴 등이 출연하였고, 시드니 키멀 등이 제작에 참여하였다. 제33회 토론토 국제 영화제에서 전 세계 최초로 상영되었으며 2009년 5월 15일 제한적으로 극장 개봉되었다.

## 출연
- 제니퍼 애니스턴
- 스티브 잔
- 우디 해럴슨
- 프레드 워드
- 마고 마틴데일
- 제임스 히로유키 리아우
- 조시 루커스
- 케빈 헤퍼넌
- 마크 분 주니어
- 도미닉 퍼무사
- 타이 마

## 기타 제작진
- 협력 제작: 조대나 글릭프랜츠하임
- 배역: 조지프 미들턴
- 미술: 주디 베커
- 세트: 비라 밀스
- 의상: 크리스토퍼 로런스